# Corazziere (contratorpedeiro de 1938)
O Corazziere foi um contratorpedeiro operado pela Marinha Real Italiana e a oitava embarcação da Classe Soldati. Sua construção começou em outubro de 1937 no O.T.O. Cantieri di Livorno e foi lançado o mar em maio de 1938, sendo comissionado na frota italiana em março do ano seguinte. Era armado com uma bateria principal de quatro canhões de 120 milímetros e seis tubos de torpedo de 533 milímetros, tinha um deslocamento carregado de mais de duas mil toneladas e conseguia alcançar uma velocidade máxima de 35 nós (65 quilômetros por hora).
O Corazziere serviu durante o envolvimento da Itália na Segunda Guerra Mundial. Ele participou de várias operações de escoltas de comboios para o Norte da África e esteve presente na Batalha da Calábria em julho de 1940, na Batalha do Cabo Matapão em março de 1941 e na Primeira Batalha de Sirte em dezembro. Foi danificado por um ataque aéreo em fevereiro de 1943 e ainda estava sob reparos quando a Itália se rendeu em setembro, assim foi deliberadamente afundado para não ser tomado pelos alemães. Seus restos foram desmontados depois da guerra.